# Barry Fell
Howard Barraclough Fell, znany powszechnie jako Barry Fell (ur. 6 czerwca 1917, zm. 21 kwietnia 1994) – brytyjski pseudohistoryk pochodzenia nowozelandzkiego, propagator teorii o kontaktach morskich między Starym i Nowym Światem w starożytności.
Z wykształcenia był zoologiem, wykładał na Harvard University. Specjalizował się w biologii bezkręgowców, zwłaszcza jeżowców. Od lat 40. jego głównym zainteresowaniem stała się jednak amatorska archeologia. Fell wysunął hipotezę, iż już w II tysiącleciu p.n.e. mieszkańcy północnej Afryki i Europy żeglowali do obydwu Ameryk. Twierdził m.in. że wzmiankowana w egipskich tekstach kraina Punt była w rzeczywistości Sumatrą, a Polinezyjczycy i Indianie są spokrewnieni z Libijczykami. Dowodem na hipotezy Fella miały być znajdowane przez niego masowo na obszarze Ameryk i Oceanii zabytki epigraficzne pokryte pismem podobnym do ogamicznego, uznane jednogłośnie przez archeologów za fałszerstwa.
Swoje poglądy Fell wyłożył na łamach książek America B.C. (1976), Saga America (1980) i Bronze Age America (1982).